# Arcadia (Kansas)
Pour les articles homonymes, voir Arcadia.
Arcadia est une municipalité américaine située dans le comté de Crawford au Kansas.
Lors du recensement de 2010, sa population est de 310 habitants. Située à la frontière avec le Missouri, la municipalité s'étend sur 0,44 mille carré (1,14 km2).
La localité est fondée en 1857 sous le nom de Hathaway. Elle se déplace plus au sud durant les années 1870 pour se rapprocher du chemin de fer. Elle adopte alors le nom de la région grecque d'Arcadie.